# Martiša Ves
Martiša Ves is een plaats in de gemeente Pregrada in de Kroatische provincie Krapina-Zagorje. De plaats telt 19 inwoners (2001).